# Fuji (Shizuoka)
Fuji (富士市 'Fuji-shi') é uma cidade japonesa localizada na província de Shizuoka.
Em 2003 a cidade tinha uma população estimada em 236 706 habitantes e uma densidade populacional de 1 105,64 h/km². Tem uma área total de 214,09 km².
Recebeu o estatuto de cidade a 1 de Novembro de 1966.